# Incidente di Gramos
L'incidente di Gramos è stato un breve confronto militare avvenuto nel 1950 durante il quale l'esercito ellenico invase il territorio dell'Albania nella zona dei Monti Gramos, una regione aspra e remota ma di importanza strategica situata a cavallo del confine tra Grecia e Albania.

## Storia
I Monti Gramos erano stati un importante teatro di conflitto durante la guerra civile greca dove le forze comuniste, sostenute dai paesi socialisti vicini, tra cui l'Albania, avevano utilizzato l'area come roccaforte. Dopo la sconfitta delle forze comuniste nel 1949, la tensione nella regione rimase alta. Il governo greco, ancora diffidente nei confronti delle potenziali minacce provenienti dagli stati comunisti vicini, cercò di proteggere i propri confini ed eliminare ogni residua influenza insurrezionale.

## Incidente
Il 24 maggio 1950, un battaglione greco, rinforzato con l'artiglieria, tentò di conquistare le cime dei Monti Gramos. Solo 50 soldati albanesi furono coinvolti nell'incidente, tutti armati alla leggera. Durante lo scontro l'esercito greco si spinse per 150 metri nel territorio albanese. Tuttavia, l'operazione incontrò una forte resistenza da parte delle forze albanesi. L'incursione si trasformò rapidamente in un incidente diplomatico, suscitando la condanna dell'Albania e dei suoi alleati all'interno del blocco orientale. L'Albania, sotto la guida di Enver Hoxha, considerò l'attacco greco un atto di aggressione e una violazione della propria sovranità. Dopo alcune ore di battaglia, le forze greche si ritirarono, lasciando 6 morti e 7 feriti.

## Conseguenze
L'incidente fu di breve durata: le forze greche si ritirarono a causa della pressione internazionale. L'evento ha ulteriormente teso i rapporti tra Grecia e Albania, esacerbando il clima già teso della Guerra Fredda nei Balcani. Sebbene non abbia portato ad un conflitto su vasta scala, l’incidente di Gramos ha evidenziato la natura fragile dei confini postbellici nella regione e gli effetti persistenti della guerra civile greca sulle relazioni tra Albania e Grecia.
Negli anni successivi, i Monti Gramos continuarono a essere un'area sensibile e attentamente monitorata, con entrambi i Paesi che rimasero vigili contro qualsiasi potenziale minaccia alla loro sicurezza. L'incidente è ricordato come un momento chiave nel primo periodo della Guerra Fredda nei Balcani.